# Veress Emőd
Veress Emőd (Székelyudvarhely, 1978. február 15. –) polgári jogász, egyetemi tanár, a Miskolci Egyetem Állam- és Jogtudományi Karán, illetve a Sapientia Erdélyi Magyar Tudományegyetemen, Kolozsváron. Korábban a Babeș–Bolyai Tudományegyetem társult oktatója. Apja Veress Gerzson (1956–1998) költő.

## Tanulmányai
- Bukaresti Tudományegyetem, jogász államvizsga (2002)
- Pécsi Tudományegyetem, Ph.D. fokozat (2006)
- Nagyszebeni Lucian Blaga Egyetem, LL.M. fokozat (2009)

## Kutatási területei
- Polgári jog: kötelmek általános elmélete, speciális szerződések, magánjogi jogharmonizáció az Európai Unióban
- Polgári eljárásjog: polgári eljárásjog reformja, perorvoslatok, európai polgári eljárásjogi jogegységesítés
- Gazdaság és jog: társasági jog, nyílt részvénytársaságok, tőkepiaci szabályozás, autonóm és szabályozó hatóságok, versenyjog, az állam szerepe a piacgazdaságban, piacszabályozás az Európai Unióban, gazdasági igazgatás, közbeszerzési eljárás szabályozása, gazdasági tárgyú közigazgatási perek, fizetésképtelenség, közvetett adózás, adóharmonizáció az Európai Unióban, adóvégrehajtási eljárás sajátosságai

## Főbb művei

### Könyvek
- Erdély jogtörténete (szerk.), Forum Iuris, Kolozsvár, 2018
- Román polgári jog. Általános rész, Sapientia EMTE-Forum Iuris, Kolozsvár, 2016
- Veress Emőd, Kokoly Zsolt: Jogászképzés a Bolyai Tudományegyetemen 1945-1959, Sapientia EMTE-Forum Iuris, Kolozsvár, 2016
- Drept civil. Teoria generală a obligațiilor [Polgári jog. A kötelmek általános elmélete], C.H. Beck, Bukarest, 2015, 2. kiadás 2016, 3. kiadás 2018
- Contractul de fideiusiune [A kezességi szerződés], C.H. Beck, Bukarest, 2015
- Drept civil. Moștenirea. Liberalitățile - conform noului Cod civil [Polgári jog. Örökösödés. Ingyenes jogcímű ügyletek - az új Polgári törvénykönyv szerint], C.H. Beck, Bukarest, 2012
- Román üzleti jog, Státus Könyvkiadó, Csíkszereda, 2010
- Román gazdasági jog, Egyetemi Könyvkiadó, Kolozsvár, 2006

### Tanulmányok
- Lehetséges-e Magyarországon bemutatóra szóló részvényt kibocsátani? Megjegyzések a magyar társasági jog kógenciájáról és diszpozitivitásáról, Gazdaság és Jog, 2018/10
- Adósvédelem a 805/2004/EK rendelet szerinti végrehajtási eljárásban, különös tekintettel a román polgári eljárásjogra, in: Tanulmányok Ádám Antal professor emeritus születésének 80. évfordulójára, Pécs, 2010
- Megjegyzések a részvénytársaságok közgyűléseinek szabályozásához, in: Animus in consulendo liber. Sipos István emlékkötet, Budapest-Pécs, 2008